# Asbecesta commoda
Asbecesta commoda es un coleóptero de la familia Chrysomelidae. Fue descrita científicamente por primera vez en 1906 por Weise.